# Florina
Florina (græsk: Φλώρινα, Flórina er en by og kommune i det bjergrige nordvestlige Makedonien, Grækenland. Dens motto er: "Hvor Grækenland begynder".
Byen Florina er hovedstad i Florina regional enhed og er også hjemsted for den navnkundige kommune. Den hører til periferien i Vestmakedonien. Byens befolkning er 17.686 personer (folketælling 2011). Den ligger i en skovklædt dal omkring 13 km syd for Grækenlands internationale grænse til Republikken Nordmakedonien.

## Geografi
.
Florina er porten til Prespa-søerne og, indtil moderniseringen af vejsystemet, til den gamle by Kastoria. Den ligger vest for Edessa, nordvest for Kozani og nordøst for Ioannina og Kastorias byer. Uden for de græske grænser ligger den i nærheden af Korçë i Albanien og Bitola i Nordmakedonien. De nærmeste lufthavne ligger mod øst og syd (i Kozani). Bjergene Verno ligger mod sydvest og Varnous mod nordvest.